# Дубний
| 105        | Дубний |
| Db(268)    |        |
| 5f146d37s2 |        |

Ду́бний (химический символ — Db, от лат. Dubnium) — радиоактивный искусственно синтезированный химический элемент 5-й группы (по устаревшей классификации — побочной подгруппы пятой группы, VB) седьмого периода периодической системы химических элементов Д.И. Менделеева с атомным номером 105.
Период полураспада наиболее стабильного из известных изотопов элемента — 268Db — составляет около 16 часов, что существенно ограничивает возможности расширенного изучения элемента.

## История
Элемент 105 впервые получен на ускорителе в Дубне в 1967 году группой Георгия Флёрова путём бомбардировки ядер 243Am ионами 22Ne и независимо в Беркли (США) в реакции 249Cf+15N→260Db+4n. Рабочая группа ИЮПАК в 1993 году сделала вывод, что честь открытия элемента 105 должна быть разделена между группами из Дубны и Беркли.

## Происхождение названия
Советские исследователи предложили назвать новый элемент нильсборием (Ns), в честь Нильса Бора, американцы — ганием (Ha), в честь Отто Гана, одного из авторов открытия спонтанного деления урана. Комиссия ИЮПАК в 1994 году предложила название жолиотий (Jl), в честь Жолио-Кюри; до этого элемент официально назывался греческими цифрами  — уннилпентиумом (Unp), то есть просто 105-м. Символы Ns, На, Jl можно было видеть в таблицах элементов, изданных в разные годы. Согласно окончательному решению ИЮПАК в 1997 году этот элемент получил название дубний — в честь российского центра по исследованиям в области ядерной физики, наукограда Дубны.

## Известные изотопы
| Изотоп | Масса | Период полураспада                         | Тип распада                                                                   |
| ------ | ----- | ------------------------------------------ | ----------------------------------------------------------------------------- |
| 255Db  | 255   | {\displaystyle 1{,}6\,_{-0,4}^{+0,6}} с    | α-распад в 251Lr (80 %); спонтанное деление                                   |
| 256Db  | 256   | {\displaystyle 1{,}6\,_{-0,3}^{+0,5}} с    | α-распад в 252Lr (64 %); β-распад в 256Rf (36 %); спонтанное деление (0,02 %) |
| 257Db  | 257   | {\displaystyle 1{,}50\,_{-0,15}^{+0,19}} с | α-распад в 253Lr                                                              |
| 258Db  | 258   | 4,0 ± 1,0 с                                | α-распад в 254Lr (67 %); β-распад в 258Rf                                     |
| 259Db  | 259   | 0,51 ± 0,16 с                              | α-распад в 255Lr                                                              |
| 260Db  | 260   | 1,52 ± 0,13 с                              | α-распад в 256Lr                                                              |
| 261Db  | 261   | 1,8 ± 0,4 с                                | α-распад в 257Lr                                                              |
| 262Db  | 262   | 35 ± 5 с                                   | α-распад в 258Lr (67 %); спонтанное деление                                   |
| 263Db  | 263   | {\displaystyle 27\,_{-07}^{+10}} с         | спонтанное деление (55 %); α-распад в 259Lr (41 %); β-распад в 263Rf (3 %)    |
| 267Db  | 267   | {\displaystyle 73\,_{-033}^{+350}} мин.    | спонтанное деление                                                            |
| 268Db  | 268   | {\displaystyle 32\,_{-07}^{+11}} ч.        | спонтанное деление                                                            |

## Комментарии
1. ↑  До 1997 года в СССР и России элемент был известен как «нильсбо́рий», химический символ — Ns.